# Lenothrix canus
Lenothrix canus es una especie de roedor de la familia Muridae.

## Distribución geográfica
Se encuentra en Indonesia y Malasia.